# Skolliv
Skolliv är en genre inom anime och manga, och är precis som det låter: en genre som handlar om ungdomar i skolmiljö. Det är nästan aldrig endast skolliv, utan oftast är skolliv kombinerat med genrerna ecchi, sport, romantik och komedi.

## Lista över animer/mangor
- Love Hina
- Amaenaideyo!!
- Comic Party
- Maria-sama ga miteru
- School Rumble
- Azumanga Daioh